# Ləkçılpaq
Ləkçıplaq è un comune dell'Azerbaigian situato nel distretto di Göyçay. Conta una popolazione di 5 328 abitanti.